# Robin R3000
Il Robin R3000 è un aereo monomotore costruito interamente in metallo dalla Avions Pierre Robin, che nel 1988 è stata sostituita dalla APEX Aircraft. Si tratta di un aereo ad ala bassa con un timone a T e un'elica a passo fisso.
Il Robin R3000 è stato lanciato sul mercato in tre diverse versioni.
- R3000-120 con un motore Lycoming O-235 da 118 CV
- R3000-140 con un motore Lycoming O-320-D2A da 160 CV
- R3000-160 con un motore Lycoming O-360 da 180 CV